# Estádio Luiz José de Lacerda
Estádio Luiz José de Lacerda – stadion piłkarski, w Caruaru, Pernambuco, Brazylia, na którym swoje mecze rozgrywa klub Central Sport Club.